# Aleksandr Hilferding
Aleksandr Fjodorovič Hilferding, také Gilferding (rusky Александр Фёдорович Гильфердинг, 14. července 1831, Varšava – 2. července 1872, Kargopol) byl ruský slavista a jazykovědec německého původu. Je autorem díla Ostatki Slavjan na južnom beregu Baltijskogo morja.
Vystudoval Lomonosovovu univerzitu, byl členem korespondentem Petrohradské akademie věd.
Na konci 50. let 19. století působil jako ruský zmocněnec v Bosně. Studoval lidovou slovesnost na Dálném severu, kde nasbíral přes 300 bylin. Zemřel na břišní tyfus v Kargopolu na výpravě za sběrem lidových písní.